# Bomerto
Bomerto is een bestuurslaag in het regentschap Wonosobo van de provincie Midden-Java, Indonesië. Bomerto telt 3165 inwoners (volkstelling 2010).